# Scopula misera
Scopula misera là một loài bướm đêm trong họ Geometridae.